# Philipp Richter (Astrophysiker)
Philipp Richter (* 10. Januar 1972 in Marburg) ist ein deutscher Astrophysiker. Er ist Professor an der Universität Potsdam und leitet den dortigen Lehrstuhl für Astrophysik.
Richter ist Experte auf dem Gebiet des interstellaren Mediums und des Intergalaktischen Mediums, welche er mit Hilfe spektroskopischer Methoden und Simulationen untersucht.
Nach seinem Studium der Physik (1992–1997) an der Philipps-Universität Marburg und der Rheinischen Friedrich-Wilhelms-Universität Bonn schloss er im Alter von 27 Jahren seine Promotion (1999) in der Astrophysik ab. In seiner Doktorarbeit konnte Richter zum ersten Mal interstellaren molekularen Wasserstoff im Halo der Milchstraße und in den Magellanschen Wolken direkt nachweisen. Anschließend forschte er an der University of Wisconsin–Madison in den USA (1999–2002) und am Osservatorio Astrofisico di Arcetri in Florenz, Italien (2002–2003). Im Jahr 2003 kehrte Richter nach Bonn zurück, zunächst als Juniorprofessor (2003), dann als Leiter einer Emmy-Noether Nachwuchsgruppe (2004–2007). Für seine Forschungsleistungen wurde er 2005 mit dem Ludwig-Biermann-Förderpreis der Astronomischen Gesellschaft ausgezeichnet. 2007 wurde er an die Universität Potsdam berufen, wo er seitdem forscht und lehrt. Von 2010 bis 2012 war Richter geschäftsführender Direktor des Instituts für Physik und Astronomie der Universität Potsdam. 2016 war er führend an der Einrichtung des internationalen Masterstudiengangs Astrophysics an der Universität Potsdam beteiligt. 2019 wurde Richter mit dem Erskine-Fellowship der University of Canterbury ausgezeichnet.

## Mitgliedschaften in wissenschaftlichen Gesellschaften (Auswahl)
- Astronomische Gesellschaft (Mitglied des Vorstands 2008–2012)
- European Astronomical Society
- Internationale Astronomische Union